# Coelotes
Genre
Synonymes
- Cavator Blackwall, 1841
- Speleocicurina Kishida, 1942
- Urobia Komatsu, 1957

Coelotes est un genre d'araignées aranéomorphes de la famille des Agelenidae.

## Distribution
Les espèces de ce genre se rencontrent en écozones paléarctique et indomalaise.

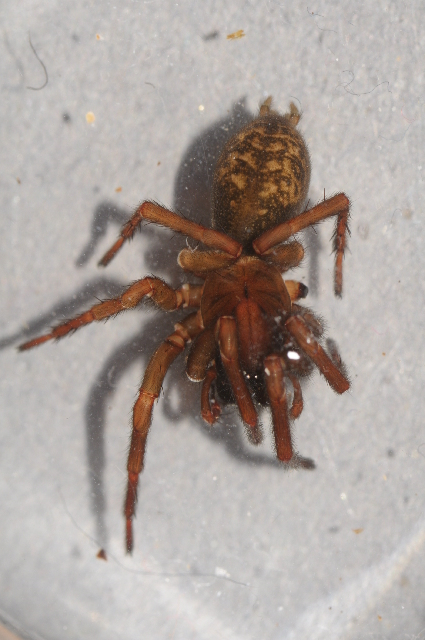
Coelotes atropos

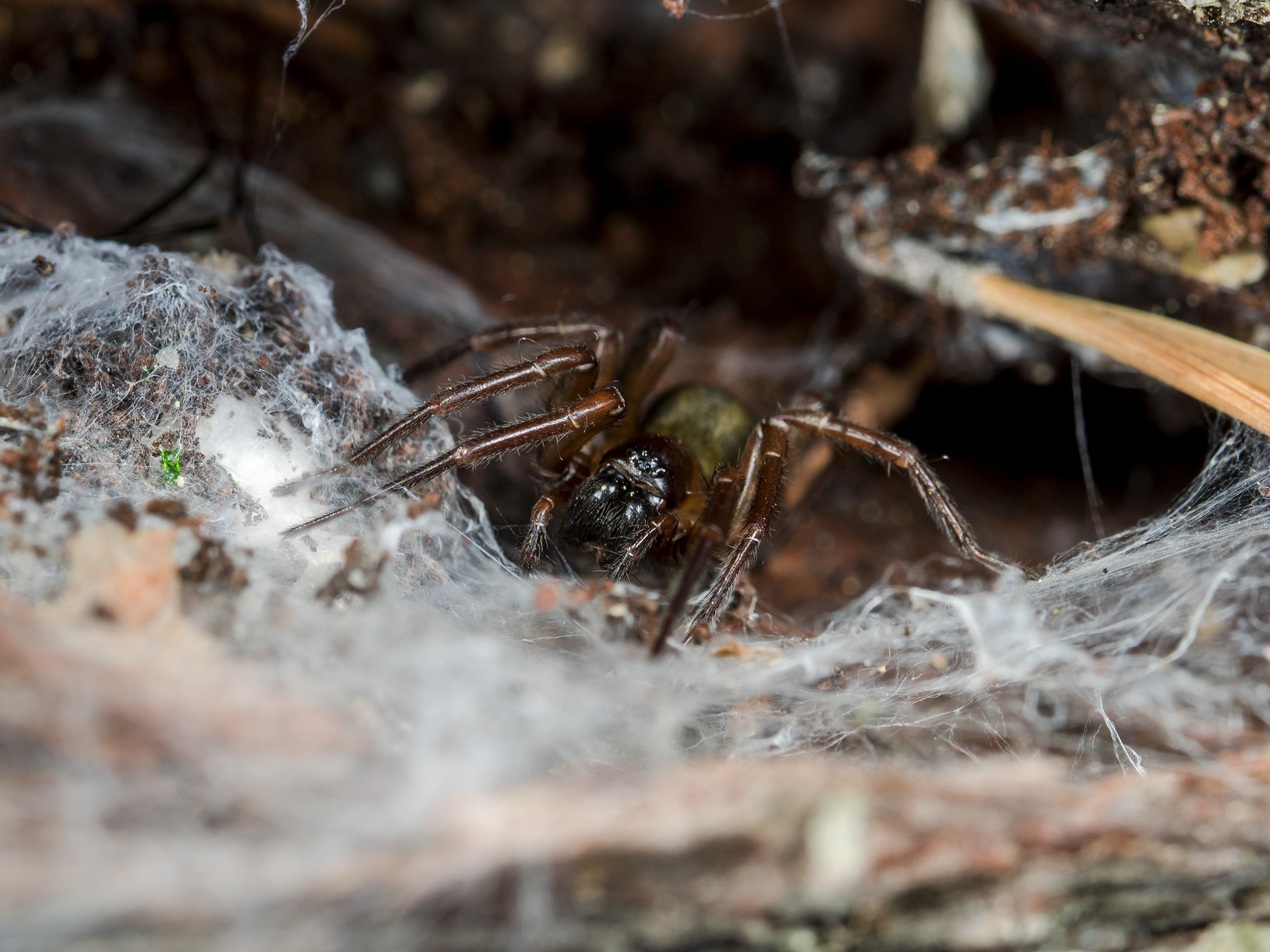
Coelotes curvilamnis

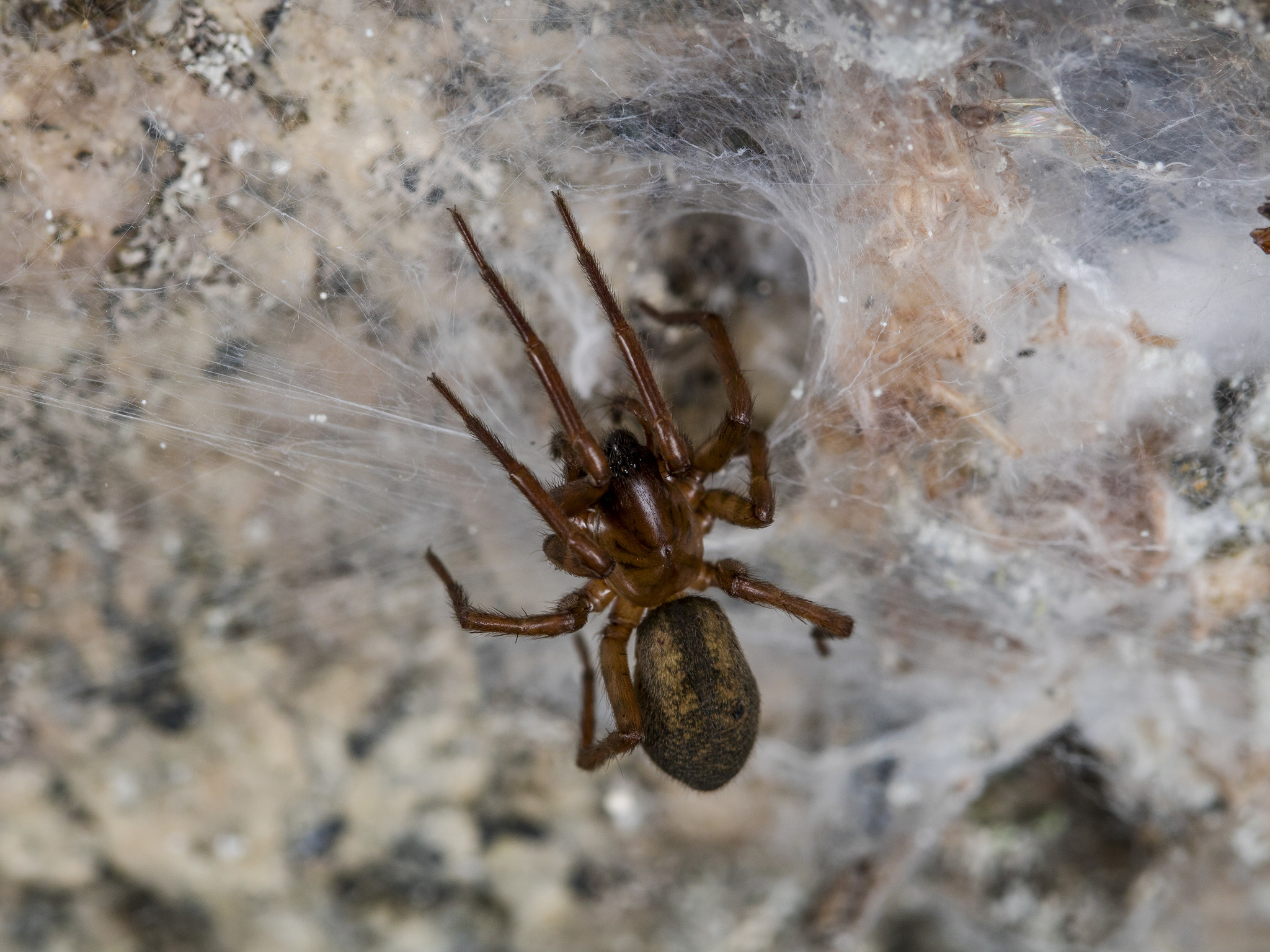
Coelotes striatilamnis

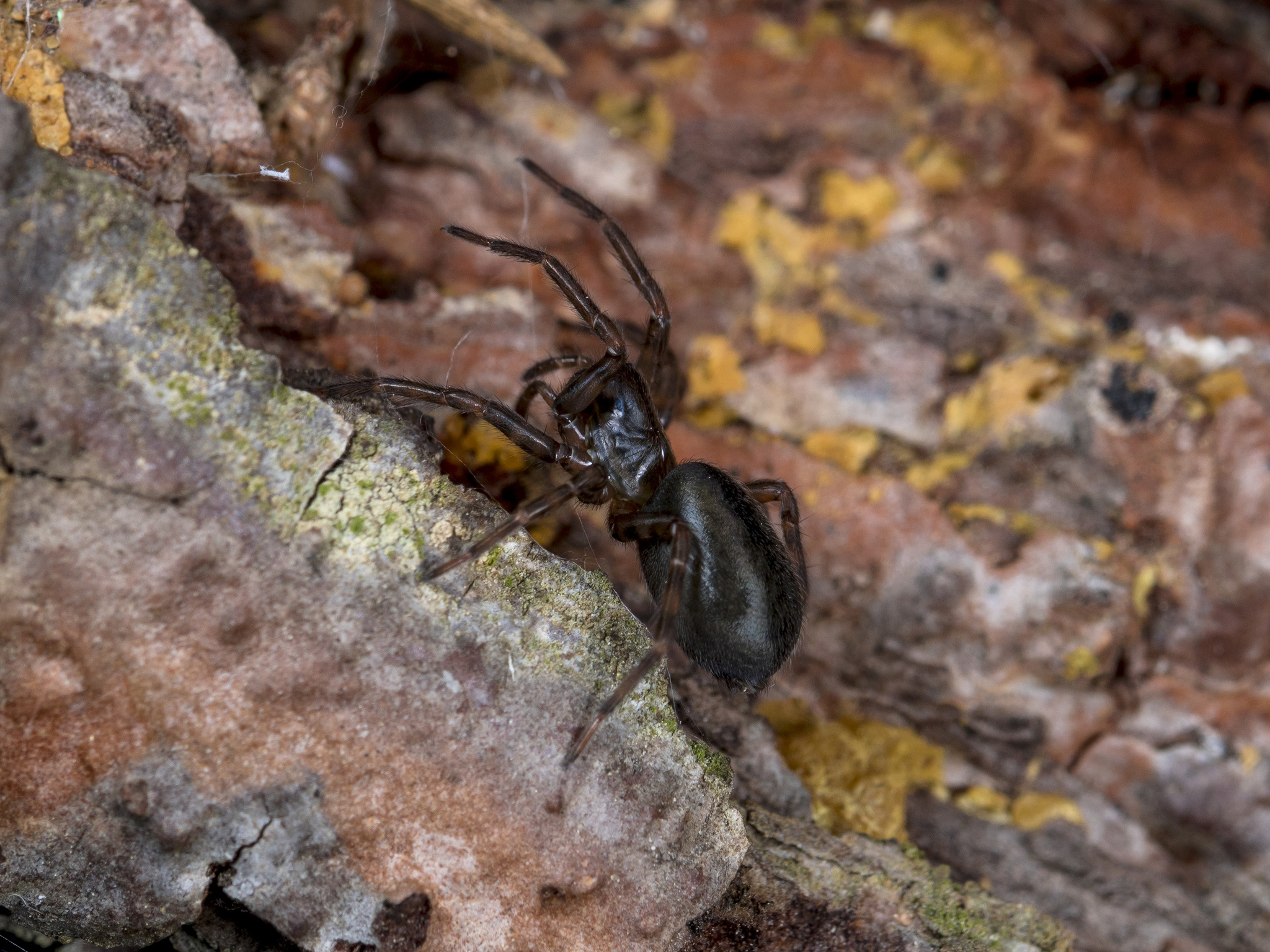
Coelotes transiliensis

## Liste des espèces
Selon World Spider Catalog (version 26, 09/08/2025) :
- Coelotes acerbus Liu, Li & Pham, 2010
- Coelotes adnexus Zhang, Zhu & Wang, 2017
- Coelotes aguniensis Shimojana, 2000
- Coelotes alatauensis Ovtchinnikov, 2000
- Coelotes albimontanus Nishikawa, 2009
- Coelotes alpinus Polenec, 1972
- Coelotes amamiensis Shimojana, 1989
- Coelotes amplilamnis Saito, 1936
- Coelotes antri (Komatsu, 1961)
- Coelotes aritai Nishikawa, 2009
- Coelotes atropos (Walckenaer, 1830)
- Coelotes biprocessis Zhang, Zhu & Wang, 2017
- Coelotes boomensis Ovtchinnikov, 2000
- Coelotes brachiatus Wang, Yin, Peng & Xie, 1990
- Coelotes brevis Xu & Li, 2007
- Coelotes capacilimbus Xu & Li, 2006
- Coelotes carpathensis Ovtchinnikov, 1999
- Coelotes cavicola (Kishida, 1942)
- Coelotes chenzhou Zhang & Yin, 2001
- Coelotes chishuiensis Zhang, Zhu & Wang, 2017
- Coelotes colosseus Xu & Li, 2007
- Coelotes conversus Xu & Li, 2006
- Coelotes cristiformis Jiang, Chen & Zhang, 2018
- Coelotes curvilamnis Ovtchinnikov, 2000
- Coelotes cylistus Peng & Wang, 1997
- Coelotes degeneratus Liu & Li, 2009
- Coelotes doii Nishikawa, 2009
- Coelotes dormans Nishikawa, 2009
- Coelotes eharai Arita, 1976
- Coelotes enasanus Nishikawa, 2009
- Coelotes everesti Hu, 2001
- Coelotes exaptus Banks, 1898
- Coelotes exilis Nishikawa, 2009
- Coelotes exitialis L. Koch, 1878
- Coelotes fanjingensis Zhang, Zhu & Wang, 2017
- Coelotes fujian Zhang, Zhu & Wang, 2017
- Coelotes furvus Liu, Li & Pham, 2010
- Coelotes galeiformis Wang, Yin, Peng & Xie, 1990
- Coelotes gifuensis Nishikawa, 2009
- Coelotes guttatus Wang, Yin, Peng & Xie, 1990
- Coelotes hataensis Nishikawa, 2009
- Coelotes hexommatus (Komatsu, 1957)
- Coelotes hikonensis Nishikawa, 2009
- Coelotes hiratsukai Arita, 1976
- Coelotes hiruzenensis Nishikawa, 2009
- Coelotes hiurai Nishikawa, 2009
- Coelotes ibukiensis Nishikawa, 2009
- Coelotes icohamatus Zhu & Wang, 1991
- Coelotes iharai Okumura, 2007
- Coelotes ikiensis Nishikawa, 2009
- Coelotes improprius (Wang, Griswold & Miller, 2010)
- Coelotes indentatus Zhang, Zhu & Wang, 2017
- Coelotes introhamatus Xu & Li, 2006
- Coelotes isensis Okumura, 2019
- Coelotes italicus Kritscher, 1956
- Coelotes izenaensis Shimojana, 2000
- Coelotes jianfenglingensis (Liu & Li, 2009)
- Coelotes kagaensis Nishikawa, 2009
- Coelotes kakeromaensis Shimojana, 2000
- Coelotes katsurai Nishikawa, 2009
- Coelotes keramaensis Shimojana, 2000
- Coelotes ketmenensis Ovtchinnikov, 2001
- Coelotes kimi Kim & Park, 2009
- Coelotes kirgisicus Ovtchinnikov, 2000
- Coelotes kitazawai Yaginuma, 1972
- Coelotes kumejimanus Shimojana, 2000
- Coelotes kumensis Shimojana, 1989
- Coelotes kunigamiensis Okumura, Suzuki & Serita, 2020
- Coelotes lamellatus Nishikawa, 2009
- Coelotes laohuanglongensis Liu & Li, 2009
- Coelotes ledongensis Zhang, Zhu & Wang, 2017
- Coelotes luculli Brignoli, 1978
- Coelotes maculatus Zhang, Peng & Kim, 1997
- Coelotes mastrucatus Wang, Yin, Peng & Xie, 1990
- Coelotes mediocris Kulczyński, 1887
- Coelotes micado Strand, 1907
- Coelotes microps Schenkel, 1963
- Coelotes minobusanus Nishikawa, 2009
- Coelotes minoensis Nishikawa, 2009
- Coelotes miyakoensis Shimojana, 2000
- Coelotes modestus Simon, 1880
- Coelotes motobuensis Shimojana, 2000
- Coelotes multannulatus Zhang, Zhu, Sun & Song, 2006
- Coelotes musashiensis Nishikawa, 1989
- Coelotes nagaraensis Nishikawa, 2009
- Coelotes nazuna Nishikawa, 2009
- Coelotes ningmingensis Peng, Yan, Liu & Kim, 1998
- Coelotes noctulus Wang, Yin, Peng & Xie, 1990
- Coelotes nojimai Okumura & Zhao, 2021
- Coelotes notoensis Nishikawa, 2009
- Coelotes obako Nishikawa, 1983
- Coelotes obtusangulus Luo & Chen, 2015
- Coelotes ogatai Nishikawa, 2009
- Coelotes okinawensis Shimojana, 1989
- Coelotes osellai de Blauwe, 1973
- Coelotes oshimaensis Shimojana, 2000
- Coelotes pabulator Simon, 1875
- Coelotes pastor Simon, 1875
- Coelotes pastoralis Ovtchinnikov, 2000
- Coelotes pedodentalis Zhang, Zhu, Sun & Song, 2006
- Coelotes perbrevis Liu, Li & Pham, 2010
- Coelotes pervicax Hu & Li, 1987
- Coelotes phthisicus Brignoli, 1978
- Coelotes pickardi O. Pickard-Cambridge, 1873
- Coelotes poleneci Wiehle, 1964
- Coelotes polyedricus Liu, Li & Pham, 2010
- Coelotes poricus Zhang, Zhu & Wang, 2017
- Coelotes poweri Simon, 1875
- Coelotes progressoridentes Ovtchinnikov, 2000
- Coelotes quadratus Wang, Yin, Peng & Xie, 1990
- Coelotes rhododendri Brignoli, 1978
- Coelotes robustior Nishikawa, 2009
- Coelotes robustus Wang, Yin, Peng & Xie, 1990
- Coelotes rudolfi (Schenkel, 1925)
- Coelotes saccatus Peng & Yin, 1998
- Coelotes septus Wang, Yin, Peng & Xie, 1990
- Coelotes serpentinus Jiang, Chen & Zhang, 2018
- Coelotes shimajiriensis Shimojana, 2000
- Coelotes simplex O. Pickard-Cambridge, 1885
- Coelotes sinopensis Danişman, Karanfil & Coşar, 2016
- Coelotes sinuolatus Zhang, Zhu & Wang, 2017
- Coelotes solitarius L. Koch, 1868
- Coelotes sordidus Ovtchinnikov, 2000
- Coelotes striatilamnis Ovtchinnikov, 2000
- Coelotes stylifer Caporiacco, 1935
- Coelotes suruga Nishikawa, 2009
- Coelotes suthepicus Dankittipakul, Chami-Kranon & Wang, 2005
- Coelotes takanawaensis Nishikawa, 2009
- Coelotes tegenarioides O. Pickard-Cambridge, 1885
- Coelotes tenutubilaris Zhang, Zhu & Wang, 2017
- Coelotes terrestris (Wider, 1834)
- Coelotes tiantangensis Luo & Chen, 2015
- Coelotes tiantongensis Zhang, Peng & Kim, 1997
- Coelotes tirolensis (Kulczyński, 1906)
- Coelotes titaniacus Brignoli, 1977
- Coelotes tochigiensis Nishikawa, 2009
- Coelotes tojoi Nishikawa, 2009
- Coelotes tokaraensis Shimojana, 2000
- Coelotes tokunoshimaensis Shimojana, 2000
- Coelotes tominagai Nishikawa, 2009
- Coelotes tonakiensis Shimojana, 2000
- Coelotes transiliensis Ovtchinnikov, 2000
- Coelotes troglocaecus Shimojana & Nishihira, 2000
- Coelotes uncatus Liu & Li, 2009
- Coelotes undulatus Hu & Wang, 1990
- Coelotes uozumii Nishikawa, 2002
- Coelotes vallei Brignoli, 1977
- Coelotes vestigialis Xu & Li, 2007
- Coelotes wangi Chen & Zhao, 1997
- Coelotes xianensis Wang, 1993
- Coelotes xinjiangensis Hu, 1992
- Coelotes yaginumai Nishikawa, 1972
- Coelotes yahagiensis Nishikawa, 2009
- Coelotes yambaruensis Shimojana, 2000
- Coelotes yodoensis Nishikawa, 1977
- Coelotes zaoensis Nishikawa, 2009

## Systématique et taxinomie
Ce genre a été décrit par Blackwall en 1841.
Cavator a été placé en synonymie par Thorell en 1870.
Urobia a été placé en synonymie par Lehtinen en 1967.
Speleocicurina a été placé en synonymie par Ono et Ogata en 2018.
Brignoliolus a été élevé au rang de genre par Zonstein et Marusik en 2024.

## Publication originale
- Blackwall, 1841 : « The difference in the number of eyes with which spiders are provided proposed as the basis of their distribution into tribes; with descriptions of newly discovered species and the characters of a new family and three new genera of spiders. » Transactions of the Linnean Society of London, vol. 18, p. 601-670.